# 山海輿地全図

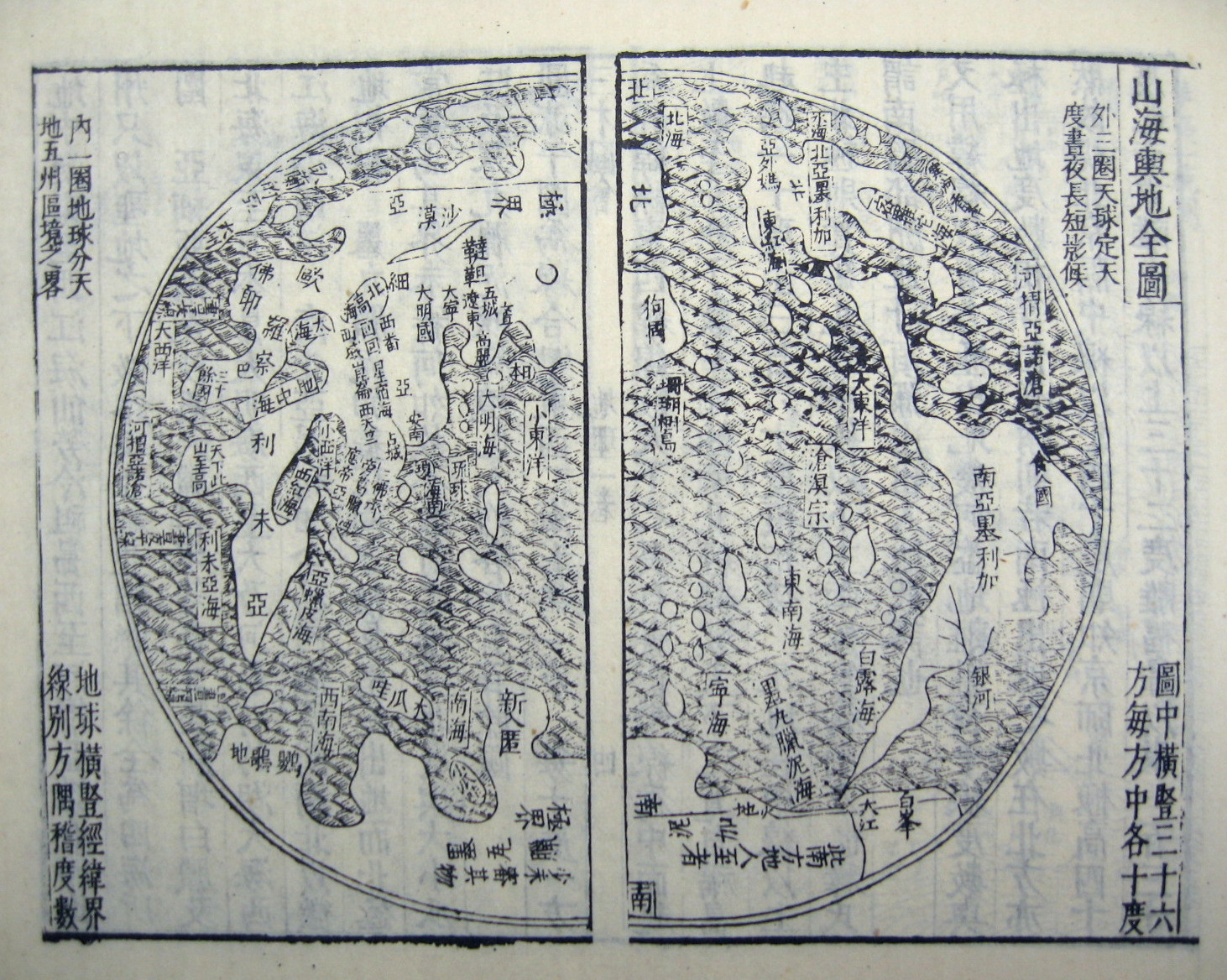
山海輿地全図

山海輿地全図（さんかいよちぜんず、簡体字: 山海舆地全图; 繁体字: 山海輿地全圖; 拼音: shānhǎiyúdìquántú）は、マテオ・リッチが1600年ごろに作成したと思われる世界地図で、『月令広義』（1602年）および『三才図会』への引用で残っている。これを模した後世の地図の題名も「山海輿地全図」となっていることが多い。

## 内容
山海輿地全図は、マテオ・リッチらによる中国でのイエズス会士の布教活動 (Jesuit missions in China) との関係が深い。マテオ・リッチはいくつかの地図に「山海輿地全図」との表題を付けている。1584年、マテオ・リッチは肇慶で山海輿地全図を作った。1600年に呉中明の要請で改正版が出されている。
また、現在確認できる、「天球」「地球」の語の初出は本図である

### 東アジア
- 繁体字: 大明國; 拼音: dàmínggúo – 明
- 繁体字: 日本; 拼音: rìběn – 日本
- 繁体字: 高麗; 拼音: gāolì – 高麗
- 繁体字: 女直; 拼音: nǚzhí – 女直
- 繁体字: 五城; 拼音: wǔchéng – 松花江近郊
- 繁体字: 遼東; 拼音: liáodōng – 遼東半島
- 繁体字: 大寧; 拼音: dàníng
- 繁体字: 韃靼; 拼音: dádá – タタール
- 繁体字: 狗國; 拼音: gǒugúo – シベリア東部

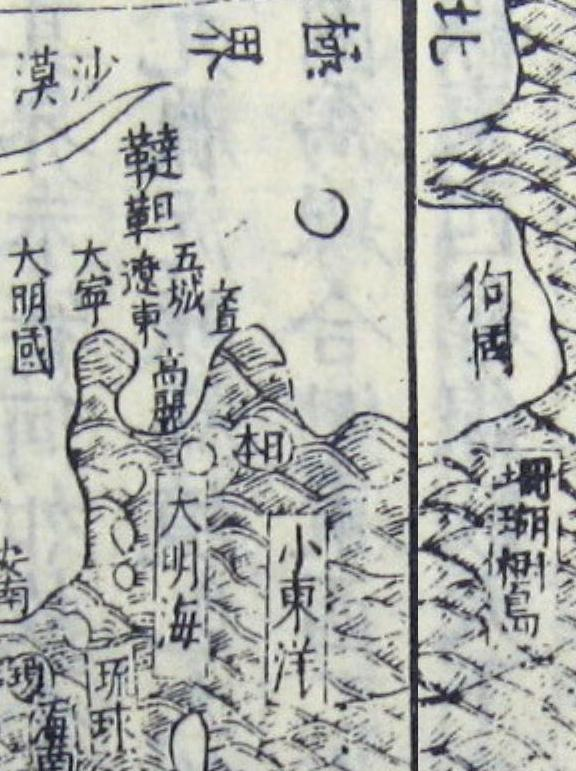
東アジア部分

- 繁体字: 珊瑚樹島; 拼音: shānhúshùdǎo
- 琉球 – 琉球

その他、東シナ海が「大明海」、南西諸島の向こうの太平洋
が「小東洋」と記されており、北方ではゴビ砂漠が「沙漠」、その北が「北極界」と記されている。

### 中国西部
- 西番 – カム (チベット)
- 回回 – ムスリム居住区
- 西域
- 星宿海 – 黄河源流
- 崑崙 – 崑崙山脈

### 南アジア
- 安南 – ベトナム
- 占城 – チャンパ王国
- 海南
- 三佛齊 – シュリーヴィジャヤ王国

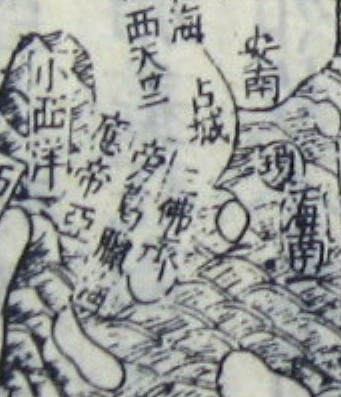
南アジア部分

- 應帝亞 – インド、当時の中国語で「インディア」となる。
- 西天竺

「爪哇」はジャワであり、「木爪哇」「小爪哇」はジャワ島付近の島と見られる。この他、ベンガル湾が「旁葛臘海」、ペルシア湾が「小西洋」と記されている。

### ヨーロッパ
ヨーロッパは「歐羅巴」と書かれている。
- 繁体字: 佛敢察; 拼音: fógǎncháまたは繁体字: 佛郞察; 拼音: fólángchá - フランス

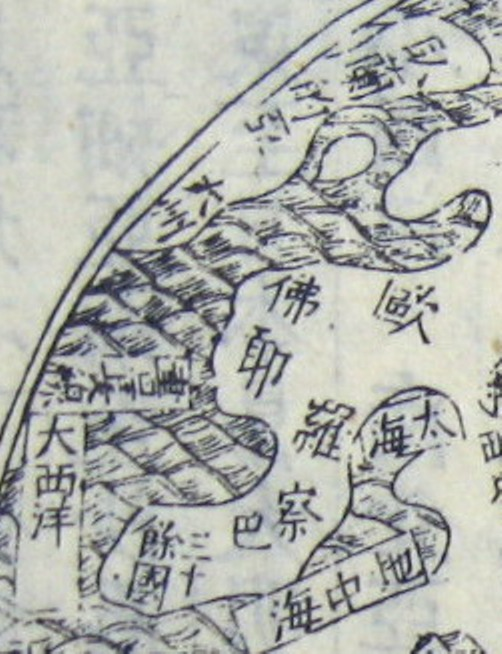
ヨーロッパ部分

- 繁体字: 三十餘國; 拼音: sānshíyúgúo - 「三十余の国がある」
- 繁体字: 臥蘭的亞; 拼音: wòlándíyà - グリーンランド

黒海が「太海」と書かれているが、大西洋、地中海などは現代と同じ名が付いている。

### 北アメリカ
南北アメリカは「南亞墨利加」、「北亞墨利加」と書かれる。詳しい地名は少なく、同定もされていない。
- 寒河
- 香峯
- 亞外馬
- 食人國

太平洋は南アメリカ沿岸で「寧海」「白露海」「東南海」、北アメリカ沿岸で「大東洋」などと書かれている。

### アフリカ

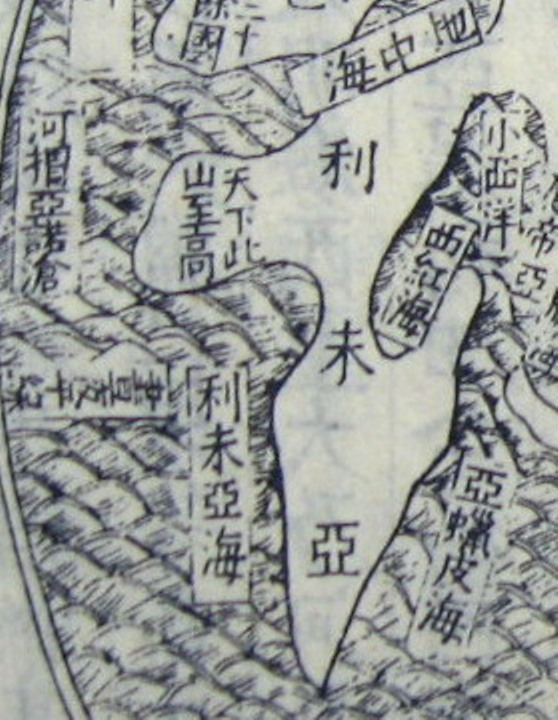
アフリカ部分

アフリカは全てが「利未亞」（リビア）と書かれている。アトラス山脈付近に「天下此山至高」（世界一高い山）との説明がある。アフリカの周囲の海は、
- 地中海
- 小西洋 - インド洋 またはペルシア湾
- 西紅海 - 紅海
- 亞蠟皮海 - アラビア海
- 利未亞海 - ギニア湾

### 南極
南極海や南極大陸が発見される前、南方にはテラ・アウストラリス・インコグニタ（Terra Australis Incognita、未知の南方大陸）という大陸があるという仮説があった。フェルディナンド・マゼランが南米大陸とフエゴ島の間のマゼラン海峡を発見すると、フエゴ島は南方大陸の一部とみなされ、南方大陸はマゼランの名をとってメガラニカと呼ばれるようになった。メガラニカはこの地図では「墨瓦臘泥加」と書かれている。「此南方地人至者少, 未審其物」（この南方に行った人は少なく、よく分からない）との注釈がある。
- 鸚哥地 – 「オウムの国」
- 新入匿 – ニューギニア島
- 火地 – ティエラ・デル・フエゴ
- 白峯
- 大江

## 影響
日韓でこの地図を模した地図が作られている。1785年ごろ、長久保赤水はマテオ・リッチの地図を参考に日本の島々などを加筆した『地球万国山海輿地全図説』を作っており、後世の人々はこれを複写、加筆しつつ幕末まで使った。1802年に平住専菴らが『唐土訓蒙図彙』の中でこの地図を転載している。1844年には田謙が長久保赤水の図を再刻している。これらの地図はマテオ・リッチ系世界図と呼ばれることがある。
これとは別に、司馬江漢らは18世紀末からマテオ・リッチ系世界図より正確な蘭学系世界図を出版しているが、一般にはマテオ・リッチ系世界図も受けがよかった。